# Robert Ploton
Pour les articles homonymes, voir Ploton.
Marc Robert Ploton, né le 6 novembre 1901 à Saint-Étienne et mort le 15 août 1975 à Firminy, est un prêtre et résistant français, diffuseur des Cahiers du Témoignage chrétien et sauveteur de Juifs.

## Biographie
Né en 1901, Robert Ploton devient prêtre en avril 1927. Après avoir été vicaire à Izieux puis à Sainte Barbe du Soleil à Saint-Etienne, il devient curé de la paroisse de La Nativité (le Crêt de Roch) à Saint-Étienne en juillet 1939. Ancien du séminaire universitaire de Lyon, où il a obtenu un doctorat en théologie, il a de nombreuses relations dans les milieux intellectuels catholiques de la Loire et du Rhône (notamment des pères jésuites).
Dès le début de l'occupation de la France par l'Allemagne, il transforme sa cure de la paroisse de la Nativité au Crêt de Roc, à Saint-Étienne, en centre clandestin où sont centralisés les exemplaires des Cahiers du Témoignage chrétien, d'où il les distribue à travers tout le département, avec l'aide d'un étudiant et de nombreux autres volontaires qu'il recrute, chrétiens ou non, ; il crée à Feurs un groupe de résistance chrétienne, qui se charge surtout de diffuser Témoignage chrétien, Combat et d'autres publications clandestines. Il sauve de nombreux Juifs, d'abord seul puis avec l'aide du médecin Dora Rivière,, et organise des filières vers le Vercors. Il est réputé être « une grande figure de la résistance stéphanoise ». Son hospitalité envers les Juifs lui est reprochée par la Sûreté le 24 septembre 1942 ; la Gestapo perquisitionne son presbytère le 6 octobre 1943, et y découvre notamment 25 fausses cartes d'identité et des certificats de travail. Il est arrêté le 9 octobre 1943, trois jours après Dora Rivière. La Gestapo le transfère à la prison Montluc et le torture, puis l'envoie à Buchenwald, au camp de concentration de Dora.
Son retour est accueilli triomphalement le 21 mai 1945. Il écrit et publie en 1946 ses souvenirs de déportation, sous le titre De Montluc à Dora, l'usine des armes secrètes. Il est nommé curé de Firminy (Loire) en 1948 puis chanoine de la primatiale de Lyon en 1954. En 1961 il est responsable de l'enseignement catholique de la région stéphanoise. Il meurt le 15 août 1975 des suites d'une longue maladie.

## Œuvres
- Le pardon du péché véniel après la mort, 1928[11].
- De Montluc à Dora, l'usine des armes secrètes, Saint-Étienne, Dumas, 1946, 95 pages[10].

## Hommages
- La rue du Chanoine-Ploton porte son nom à Saint-Étienne.
- La rue Robert Ploton porte son nom à Firminy.